# Herb Saint Brelade
Herb Saint Brelade – symbol heraldyczny Saint Brelade, jednego z okręgów administracyjnych (zwanych parish-ami), znajdującego się na wyspie Jersey, jednej z Wysp Normandzkich.
Przedstawia na tarczy w polu błękitnym srebrną rybę. 
Herb przyjęty został w 1921 lub 1923 roku.
Święty Brendan (Breanaiun z Clonfort, Brelade) to celtycki święty z VI w. n.e., mnich, żeglarz i podróżnik, który jest patronem kościoła w St. Brelade. Według legendy podczas jednej z jego morskich podróży w dzień Wielkanocy wynurzył się wieloryb, na grzbiecie którego święty i jego towarzysze odprawili Mszę św. Po obrzędzie wieloryb zanurzył się i odpłynął.
Wizerunek herbu Saint Brelade widnieje na okolicznościowych monetach o nominale jednego funta Jersey.